# تهیری
تهیری (به لاتین: Téhiri) یک منطقهٔ مسکونی در ساحل عاج است.